# سربه‌راه باش
سربه‌راه باش (به انگلیسی: Walk the Line) نام فیلم درام موزیکالی محصول ایالات متحدهٔ آمریکا است که در سال ۲۰۰۵ به کارگردانی جیمز منگولد ساخته شد. این فیلم موفق شد در رشتهٔ بهترین بازیگر نقش اول زن برای بازیِ ریس ویترسپون برندهٔ جایزه اسکار شود. همچنین، در رشته‌های بهترین بازیگر نقش اول مرد برای بازیِ واکین فینیکس و بهترین طراحی لباس نامزد جایزه اسکار شد.

## خلاصهٔ داستان
سربه‌راه باش زندگیِ جانی کش، ستارهٔ موسیقی کانتری، و عشق میان او و جون کارتر را روایت می‌کند.
عبارتِ انگلیسیِ Walk the line، که نامِ یکی از آهنگ‌های موفقِ جانی کش است، به حرکت کردن در چارچوبِ عرف و قانون اشاره می‌کند.